# Khalid al-Islambuli
Khālid al-Islāmbūlī (in arabo خالد الإسلامبولي‎?; Governatorato di Minya, 15 gennaio 1955 – Egitto, 15 aprile 1982) è stato un terrorista e militare egiziano, che organizzò ed eseguì l'assassinio del Presidente egiziano Anwar al-Sādāt.
Si arruolò nell'esercito egiziano e frequentò l'Accademia Militare Egiziana conseguendo eccellenti voti negli studi e ottenendo alla fine il grado di sottotenente di artiglieria. Per influenza di alcuni colleghi, Khālid al-Islāmbūlī si unì all'organizzazione terroristica della Jihad islamica egiziana.
Il fratello minore di Khālid al-Islāmbūlī, Muḥammad al-Islāmbūlī, fu arrestato per aver stabilito collegamenti operativi con i gruppi religiosi fondamentalisti di Asyut, centro del Fondamentalismo islamico a circa 400 km a sud del Cairo. Tale arresto è ritenuto essere stato il fattore scatenante per l'evento pensato e condotto a compimento da Khālid al-Islāmbūlī.
L'unità di artiglieri in cui militava Khālid al-Islāmbūlī fu designata per prender parte alla parata militare al Cairo del 6 ottobre 1981. Khālid al-Islāmbūlī non era previsto dovesse parteciparvi ma fu scelto per caso, per rimpiazzare un collega che si era scusato di non potervi prendere parte. 
Quando l'unità di Khālid al-Islāmbūlī cominciò ad avvicinarsi al palco dove si trovava il Presidente Anwar al-Sādāt, egli balzò fuori dal camion militare assieme a tre altri camerati, correndo in direzione del palco, lanciando granate in direzione del Presidente, che aveva a fianco alcune personalità straniere. Khālid al-Islāmbūlī saltò sulla piattaforma e scaricò il suo fucile sul corpo di Anwar al-Sādāt, gridando: «Ho ucciso Faraone». Khālid al-Islāmbūlī fu catturato.
Ventitré cospiratori suoi complici furono giudicati da un Tribunale Militare e riconosciuti colpevoli. Khālid al-Islāmbūlī, Muḥammad ʿAbd al-Salām Faraj, 'Isam al-Qamari e tre altri loro complici furono giustiziati il 15 aprile 1982.
- L'Iran, che era in quel momento all'apice della sua euforia "rivoluzionaria islamica" e fermamente ostile a ogni riconciliazione con Israele, dichiarò ufficialmente martire (shahīd ) Khālid al-Islāmbūlī e in ogni grande città iraniana vi è una via che porta il suo nome.
- Suo fratello, Muḥammad al-Islāmbūlī, riuscì a fuggire in Afghanistan, dove divenne uno dei principali militanti talebani.[2] Gli osservatori pensano che Muḥammad al-Islāmbūlī viva attualmente in Iran, sotto protezione del regime, ma non vi è alcuna possibilità di verificare la veridicità di tale affermazione.[senza fonte]